# Dominique Adriaens
Dominique Lucia Maria Francesca Adriaens (Nederland, 22 juni 1961) is een Curaçaos ondernemer en consultant op het gebied van belonings- en formatiemanagement. Van 17 oktober 2012 tot 31 december 2012 was zij minister van  Verkeer, Vervoer en Ruimtelijke Planning. Deze functie bekleedde zij als vakminister in het interim-kabinet Betrian. 

## Biografie
Dominique Adriaens kwam op zeer jonge leeftijd naar Curaçao en is de zus van voormalig FOL-politicus Maurice Adriaens. Ze groeide aldaar op en vertrok na het voltooien van haar middelbare school naar Nederland. Achtereenvolgend volgde zij de lerarenopleiding Engels en Tekenen, de universitaire opleiding Engelse Taalwetenschappen en de hbo-opleidingen Informatie en Personeel en Arbeid. Ze was onder meer werkzaam bij de Rabobank Nederland als bemiddelaar en adviseur en bij Deloitte & Touche, zowel in Nederland als op de Nederlandse Antillen.
Na de politieke crisis in het kabinet-Schotte werd op 29 september 2012 het interim-kabinet Betrian geïnstalleerd. Op 17 oktober 2012 werd Adriaens ingezworen als vijfde en enige vrouwelijke minister van dit kabinet. Ze werd belast met de portefeuilles Verkeer, Vervoer en Ruimtelijke Planning (VVRP) en de energiekolom, welke voor haar aantreden tijdelijk bij interim-premier Stanley Betrian waren ondergebracht.